# 2147483647
Die Zahl 2 147 483 647 (ausgeschrieben: zwei Milliarden einhundertsiebenundvierzig Millionen vierhundertdreiundachtzigtausendsechshundertsiebenundvierzig) ist die achte Mersenne-Primzahl (Primzahl der Form {\displaystyle 2^{n}-1}) und damit gleich 231 − 1. Sie ist außerdem die dritte von nur vier bekannten doppelten Mersenne-Primzahlen.

## Entdeckung
Im Jahr 1772 bewies Leonhard Euler, dass die Zahl 2 147 483 647 eine Primzahl ist. Dies schrieb er in einem Brief an seinen Physiker- und Mathematikerkollegen Daniel Bernoulli. Dabei benutzte er die Probedivision, eine verbesserte Variante der Methode von Pietro Cataldi, sodass er höchstens 372 mal dividieren musste. Damit wurde sie die höchste bis zu dieser Zeit entdeckte Primzahl und übertraf den bisherigen Rekordhalter 6 700 417, der vierzig Jahre zuvor von Euler entdeckt worden war, bei weitem. Die Zahl blieb bis 1867 die größte bekannte Primzahl.

## Barlows Vorhersage
Im Jahre 1811 schrieb Peter Barlow, der sich nicht weiter mit Primzahlen beschäftigen wollte, in An Elementary Investigation of the Theory of Numbers:
Euler ascertained that 231 − 1 = 2 147 483 647 is a prime number; and this is the greatest at present known to be such, and, consequently, the last of the above perfect numbers [i. e., 230(231 − 1)], which depends upon this, is the greatest perfect number known at present, and probably the greatest that ever will be discovered; for as they are merely curious, without being useful, it is not likely that any person will attempt to find one beyond it.
Euler fand heraus, dass 231 − 1 = 2 147 483 647 eine Primzahl ist; und dass diese zurzeit die größte solche ist, und dementsprechend die letzte der oben genannten perfekten Zahlen [d. h. 230(231 − 1)], die darauf basiert, ist die größte aktuell bekannte perfekte Zahl, und wahrscheinlich die größte, die je entdeckt werden wird; und weil sie nur sonderbar sind, und nicht nützlich, ist es unwahrscheinlich, dass jemand versuchen wird, eine noch größere zu finden.
In seinem 1814 veröffentlichten Werk A New Mathematical and Philosophical Dictionary wiederholte Peter Barlow seine Aussage. Es wurden allerdings, entgegen Barlows Vorhersage, sehr wohl größere Primzahlen entdeckt (einige allerdings ohne Beweis), zum Beispiel 1851 (999 999 000 001) und 1855 (67 280 421 310 721). 1867 wurde außerdem bewiesen, dass 3 203 431 780 337 eine Primzahl ist.

## 32-Bit-Integer-Limit bei Computern
2 147 483 647 (oder hexadezimal 7FFF,FFFF16) ist der größte positive Wert, welcher in einem 32-Bit vorzeichenbehafteten Integer gespeichert werden kann. Dadurch ist er auch in vielen Programmiersprachen der maximale Wert für Variablen, die als Integer definiert sind (z. B. als int) und das höchste mögliche Ergebnis bei vielen Videospielen der fünften Generation.
Die Verwendung der Zahl deutet häufig auf einen Fehler, einen Arithmetischen Überlauf oder einen fehlenden Betrag hin.
Im Dezember 2014 übertraf die Aufrufzahl von Psys Video „Gangnam Style“ auf YouTube das 32-Bit-Integer-Limit von 2 147 483 647. Dies zwang YouTube dazu, die Variable zu einem 64-Bit-Integer zu ändern.
Der Datentyp time_t, der in Betriebssystemen wie Unix verwendet wird, ist eine vorzeichenbehaftete ganze Zahl, die die Anzahl der Sekunden seit dem Beginn der Unixzeit am 1. Januar 1970 um 00:00:00 Uhr zählt, und wird oft als 32-Bit-Integer implementiert. Die letzte Uhrzeit, die in dieser Form angezeigt werden kann, ist 03:14:07 UTC am 19. Januar 2038, weil dann 2 147 483 647 Sekunden seit Start der Zählung vergangen sind. Das bedeutet, dass Systeme, die einen 32-Bit-time_t-Typ benutzen, anfällig für das Jahr-2038-Problem sind. Systeme, die einen größeren 64-Bit-type_t-Typ benutzen, leiden nicht unter dieser Beschränkung.